# Казале Лита
Казале Лита (итал. Casale Litta) је насеље у Италији у округу Варезе, региону Ломбардија.
Према процени из 2011. у насељу је живело 937 становника. Насеље се налази на надморској висини од 375 м.

## Становништво
| 1936. | 1951. | 1961. | 1971. | 1981. | 1991. | 2001. | 2011. |
| ----- | ----- | ----- | ----- | ----- | ----- | ----- | ----- |
| 1.636 | 1.762 | 1.953 | 1.993 | 2.104 | 2.235 | 2.420 | 2.652 |